# Psilometriocnemus europaeus
Psilometriocnemus europaeus är en tvåvingeart som beskrevs av Tuiskunen 1986. Psilometriocnemus europaeus ingår i släktet Psilometriocnemus och familjen fjädermyggor.
Artens utbredningsområde är Finland. Arten har ej påträffats i Sverige. Inga underarter finns listade i Catalogue of Life.